# Comuna de Abramów
Abramów (em polaco: Gmina Abramów) é uma gmina wiejska (comuna rural) no leste da Polónia, na voivodia de Lublin e no powiat de Lubartów. Sua sede é o povoado de Abramów, que situa-se aproximadamente a 20 quilômetros a oeste de Lubartów e a 29 km a noroeste da capital regional Lublin.
De acordo com o censo de 2006, sua população total é de 4.309 habitantes, com uma densidade de 51 hab/km².

## Área
Estende-se por uma área de 84,54 km², incluindo:
- área agrícola: 86%
- área florestal: 9%

## Demografia
Dados de 30 de Junho 2004:
|                      | Total   | Total | Mulheres | Mulheres | Homens  | Homens |
| -------------------- | ------- | ----- | -------- | -------- | ------- | ------ |
|                      | pessoas | %     | pessoas  | %        | pessoas | %      |
| População            | 4396    | 100   | 2160     | 49,1     | 2236    | 50,9   |
| Densidade (pop./km²) | 52      | 100   | 25,6     | 25,6     | 26,4    | 26,4   |

De acordo com dados de 2002, o rendimento médio per capita ascendia a 1.160,47 zł.

## Subdivisões
- Abramów
- Ciotcza
- Dębiny
- Glinnik
- Izabelmont
- Marcinów
- Michałówka
- Sosnówka
- Wielkie
- Wielkolas
- Wolica

## Comunas vizinhas
- Baranów
- Garbów
- Kamionka
- Kurów
- Markuszów
- Michów
- Żyrzyn